# VIPER'S CREED
『VIPER'S CREED』（ヴァイパーズ・クリード）は、2009年1月から3月までアニマックス、BS11にて放送されたテレビアニメ。

## あらすじ
21世紀も半ばを過ぎても人類の活動による自然環境の汚染は悪化の一途を辿っていた。食糧難、病原菌の蔓延、異常気象などによって発生した世界経済の破綻は紛争やテロの蔓延という悪循環となり、大戦勃発という悲惨な結果を招くこととなった。
やがて大戦は終結したものの、新たなる流通拠点として繁栄している「フォート・ダイバ・シティ」で、放棄されていたバグメック達が再起動・街を襲うという事態が発生する。これは街を防衛するために戦う、民間軍事会社PMC所属の傭兵・ブレードマンとブレードマン達が操るバイク型可変機動兵器「マニューバ・ブレード」、それをサポートするオペレーター達の活躍の物語である。

## 登場人物

### ユニット・ヴァイパー
サイキ・クライド
声 - 黒田崇矢
本作の主人公。多くの戦場を駆け抜けてきた、コンストラクター（軍事契約要員）。現在はユニット・ヴァイパーに在籍。コードネームは独眼に由来して「サイクロプス」。大型バグメックを一人で仕留めるなど卓越したマニューバ・ブレード操縦技術を持つ一方で、オペレーターの命令には従わず独断行動をとる事が多いが、結果が伴うため懲罰もあまりされない。無口であるため何を考えているかわからない男であるがガリブのかつての軍事法廷を調べて事実を突き止めるなど仲間想いである。ユニット・ヴァイパーがハウンドの構成員を虐殺したとされる、ハウンド襲撃事件で、襲撃した軍から命からがら逃げ出し、アゲハの導きで廃倉庫に逃げ延び、かつてのユニット・ヴァイパーと再会する。アゲハが見せた、彼らの潔白を証明する映像をダイバ・ブロードキャストに公開させるため、アルコンからマニューバ・ブレードを強奪する計画を立案。かつての仲間達が犠牲となる中、ダイバ・ブロードキャストに向かうも、プロトタイプの高性能マニューバ・ブレードを駆るウラと対峙。完膚なきまでに叩きのめされ、一命は取り留めたが視力を失った。ドクの隠れ家においてあったマニューバ・ブレードを駆ってダイバ・ブロードキャストの目前に迫るも、再びウラに邪魔をされ、機体は中破、外に投げ出された。エラーによって機体が動かなくなったために外へ出たウラに、ユニット・ヴァイパーが囮であり、本来のディスクは別に届けられたことを告げ、彼の目の前でダミーのディスクを握りつぶし、その証拠映像が流れる中で、ウラ達の陰謀が潰えたことに動揺した彼を射殺した。その後の行方は不明である。外見に似合わずコーヒーはブラックでは飲めない甘党で辛い物は苦手。
カリヤ・サクラコ
声 - 豊口めぐみ
本作のヒロイン。サイキ担当のオペレーター。フォート・ダイバ・シティ出身の契約社員のため、ブレードマンに対してはあまりよい感情を持っていない。その一方で無人兵器掃討が意義ある仕事と考えており、現地住民の勤め先としては高給に惹かれて入社。社内では数少ない現地雇用者で街を守る仕事の熱意も隠さないので同僚からは浮いている。サイキと組んでからブレードマンへの認識が変わりつつある。ハウンド襲撃事件に際しては、その疑念のために仕事がおろそかになり、他のオペレーターと交換される。その際立ち寄ったブリーフィング・ルームでジミーと出会い、アゲハの導きでアルコンを脱出。アゲハが持っていた、彼らの潔白を証明する映像を公開することを提案した。目立った実績こそないものの、盲目となったサイキをオペレーティングで善戦させるなど、終盤でその高い技量を見せ付けた。事件の後、アゲハを引き取った。現在はダウンタウンのアパートにて友達のマイカとルームシェアで暮らしている。ダイエット中。
オグマ・ハルキ
声 - 福山潤
ユニット・バイパーに配属された新兵。コードネームは「イカロス」。フォート・ダイバ・シティ出身でオグマ支社長の御曹司。海外企業を呼び込み現地住人をないがしろにした父を憎んでいる。幼さが抜けきらずに子供っぽい正論を振りかざすためメンバーからは煙たがられているが徐々に成長する。実は反政府組織ハウンドの構成員であり、ハウンド掃討の任に着いた際は、その安否を気遣い、ミスを起こしたりもした。ウラに心酔していたが、彼がテレジア監査官とつながっている現場を見てしまい、その関係を探ろうと支社長室に潜入した。その際、都市再建計画「ヘリアンサス・プロジェクト」の概要書を発見し、ひまわりで埋め尽くされた空中庭園を発見。父への誤解を解いたものの、その空中庭園でウツギによって射殺された。壮大な葬儀までしたにもかかわらず実は生きながらえており、フユヒコが買い取った支社を引き継いで「ダイバセキュリティ」と名を変え、その新社長に就任した。ダウンタウンのおいしい料理店などに詳しい。
ルドラ・シャンカル
声 - 川田紳司
ユニット・バイパー所属のブレードマン。40mmアンチマテリアルライフルを愛用する狙撃の名手。スナイパーとして渡り歩いてきた戦場で組んだ相手が必ず死んでしまうことからついた渾名、「グリム・リーパー（死神）」をそのままコードネームとして使っている。どんな厳しい状況でも軽口を叩き、オペレーターを口説く能天気である一方、戦場で狙撃者として恨みを買い幾度となく凄惨なリンチを受けたトラウマにより夜は一人で眠れずに夜通し街で過ごし稼いだ金を使い切るまで帰ってこない。首脳陣がマニューバ・ブレードによって次々と暗殺される事件で容疑者となり、すぐに解放されるものの、かつて戦場で生き別れたパートナー「マヤ」とダイバシティで再会したことで、彼女が真犯人であることを認識。かつて彼女に約束したように、ルドラ自身の手でマヤを射殺した。ハウンド襲撃事件の際、ギレスの事務所脱出を援護するガリブからディスクを託されるも、自身のマニューバ・ブレードの右膝が不調であったため、ディスクをサイキに託し長距離射撃で逃亡する彼らを援護した。しかし無人機に襲われる市民を助けた事で隙が生まれ、マニューバ・ブレードから投げ出される。狙撃兵にマヤの幻影を見ながら、マニューバ・ブレード共々撃破された。エピローグにおいて、マヤの墓に花束が備えられているため、生き延びている可能性がある。本人曰く、「3km先の林檎も打ち抜く」らしい。「Good Sleep」と言うキメゼリフを持っている。
ノーマ・ン・グィエン
声 - 皆川純子
ユニット・バイパー所属のブレードマン。褐色肌の美女。近接戦闘を得意とショットガンとチェーンソーを駆使して小型バグメックを倒して追加報酬を独占する一方で同僚を盾にしてまで自機の損傷を逃れようとする守銭奴。コードネーム「ソーサラー（魔女）」は近寄るとツキが落ちるという噂からつけられた渾名だが、本人はまったく意に介していない。戦争により自国は消滅し、戸籍を無くした娘がいるが現在は闇で戸籍を買って養子に出している。守銭奴であるのは娘のために稼ぎの大半を匿名で送金しているからである。ハウンド襲撃事件の際、逃亡していく途中でアゲハと出会う。彼女を守りながら。廃倉庫へ向かう中で、すっかり母娘のような関係を築いていった。しかし廃倉庫が軍にバレてしまい、襲撃を受けた際に負傷。ユニット・バイパーの作戦を助けるため、ガリブにディスクを託し敵機に特攻を仕掛け、自爆した。エピローグにおいて、娘・マリーに服が送られているため、生き延びている可能性がある。
ガリブ・スヴァローグ
声 - 星野充昭
ユニットバイパー所属のブレードマン。2mを超える筋骨隆々の巨漢。コードネームは「ゴーレム（木偶）」。外見同様大型の重火器を好み、マニューバ・ブレードのすべてのハードポイントはミサイルランチャーと機関砲で埋め尽くされている。射線上に味方がいてもお構いなしにぶっ放す豪快さのため誰も近づかない。戦争時代に軍事教官として訓練中に部下に発砲して軍事法廷により罷免された過去がある。罷免当時の階級は軍曹。ユニット・バイパーが構成員虐殺の容疑にかけられた際、廃倉庫を脱出した後ギレスによって匿われていたが、軍にかぎつけられてしまったため、ディスクをルドラに託し、ユニット・バイパーの作戦を助けるために生身で壁となり、最後は手榴弾によって軍を道連れにした。エピローグにおいて、メグムの家に特製スパイスが送られているため、生き延びている可能性がある。オリジナル調合のスパイスを使ったうまいエスニック料理を作れる。格言の後に「昔、お袋に言われたんだ」と言うのが口癖。
ケリー
声 - 佐藤利奈
ルドラ担当のオペレーター。口元に黒子があるのが特徴。「仕事が終わればブレードマンとは赤の他人」と言っているものの、ルドラに対しては特別な感情を持っているかのような描写がある。DVD特典の幕間においては顕著で、ルドラが新人オペレーターと会ったと言う噂話を聞いただけで放心していた。（ケリーの方は約束だけで、特に何もされていないらしい）左指の薬指に指輪をはめて男避けにし、よってくる男性も自分の都合で切り捨てるなど、悪女ぶりが垣間見える。
クリス
声 - 植田佳奈
ノーマ担当のオペレーター。黒髪のロングヘアが特徴。サバサバした性格である。他のオペレーターと比べ、担当であるノーマとはうまく連携が取れている。幕間において、マリー誘拐事件でサクラコが自分を差し置いてノーマに指示していたことでだいぶ立腹していたことが語られている。
サブリナ
声 - 桜井ひな
ガリブ担当のオペレーター。セミロングの髪型とメガネ、幼い容姿が特徴。過度な破壊が多いガリブを諭す場面が多々ある。幕間においては「ちょっと小耳に挟んだんだけど」と、よく噂話を持ち出す。本人曰く面食いで、「料理がうまく、身長190cm以上、胸板が厚く腹筋が割れ、自分を片手で持ち上げられるほど逞しく、顎ががっしりしていて口をきゅっと結んで余計なことはしゃべらず、目は優しい」と、ジルからガリブだと指摘されるも、ガリブはタイプじゃないと言い切っている。しかし「ガリブにスパイスの調合を聞く時は、メガネをはずした方がいいか」を相談するなど、含みのある態度を見せている。
ジル
声 - 小島幸子
ハルキ担当のオペレーター。ベリーショートの髪型が特徴。まだ青さが残るハルキにあきれる場面が多々ある。ハウンド襲撃事件後に軍がアルコン支社を制圧してオペレーター業務から離れることとなる。オグマ支社長に食事を運んだ際、ハルキの担当オペレーターであった事を覚えていたオグマにより、ブレードマンによってダイバ・ブロードキャストを制圧する作戦を委託され、ザリチェに出撃を依頼、ユニットヴァイパーの無実を証明することに一躍買っている。ハルキの担当オペレーターであったこと、彼に頼まれて会社に残ったこと、ハルキの秘書となったことなどから、次期社長夫人と揶揄されている。幕間において、ルドラがケリーに言った「この間の続き」の意味が分からないなど、だいぶ天然ボケ気味である性格を露呈された。妙なことに詳しい。幕間で各話のおさらいをしている際、当人以外には不明の経緯の真実に迫るなど、鋭い視点を持つ。
ジミー
声 - 太田哲治
アルコンのメカニックスタッフ。機械のことになると目の色を変える、いわゆるオタクの気があり、アゲハの大ファンである。ハウンド襲撃事件に対して疑念を抱き、アゲハの導きでサクラコと共にアルコンを脱出。ユニットヴァイパーが囮となっている陰で本物のディスクをダイバ・ブロードキャストに届け、彼らの無実の証明に一躍買った。

### アルコン・グローバル・セキュリティ
オグマ・フユヒコ
声 - 大木民夫
アルコン・グローバル・セキュリティのフォート・ダイバ・シティ支社長にして、オグマ・ハルキの父。外国企業の参入を促し、ダイバ・シティの復興に一躍買った一方、現地住民の就職を困難にさせたとして、市民や息子のハルキからも軽蔑されている。実は海外資本を使ってダイバ・シティの経済を立て直し、現地住民の救済を行う「ヘリアンサス・プロジェクト」を立案しており、偶然この資料をハルキが見つけ、確執は解けている。しかしその直後にハルキが銃殺された為、彼の死を弔うようにひまわり畑を燃やした。ハウンド襲撃事件後に支社を買い取り、実は生きていたハルキを新社長に据えて引退、ひまわり畑を耕す姿が見られる。
ウォルター・ヘンダーソン
声 - 家中宏
アルコングループ・フォート・ダイバ支社の作戦本部長。典型的なダメ上司で、オペレーターからは毛嫌いされ、常に違約金を気にしており、ハルキが暴動者たちに焼き殺されそうになっても動かず、首脳暗殺事件やハウンド襲撃のような、濡れ衣が明らかであるものでも彼らを疑うなど、枚挙に暇がない。しかし支社が軍によって制圧され、軍が街に被害を出しながらバグメックを掃討しているのを見て、逃げ遅れた市民を心配し、ユニット・ヴァイパーが街の被害を意図的に抑えている場面を見た際には「我々が守ってきた街だから」と諭すなど、仕事に誇りを持っていたことは確かである。
テレジア・シュトラウス
声 - 甲斐田ゆき
アルコン本社からの監査官。口調は丁寧だが、常に冷静で冷たい表情を持つ。実はウラと共謀してバグメックを動かし、街を襲撃させた張本人。その目的は、バグメックの襲撃を利用して軍による恐怖政治を行うことであったが、ユニット・ヴァイパーのあまりの戦果により、軍の不要論さえ出かねない事態になったため、ハウンド襲撃事件をでっち上げ、彼らを犯罪者に仕立て上げた。しかしその行動は行き過ぎたと軍にも判断されたのか、ユニット・ヴァイパーの無実が晴らされた後で軍によって射殺された。自室には幼い頃に軍と撮影した写真が飾ってあり、彼女なりの信念があったことをうかがわせる。
ザリチェ
ユニット・マンバのブレードマン。「ミラージュ戦線」の生き残り。本作のブレードマンを象徴するような人物で、レーンの破壊を危惧したグレネード使用の静止を振り切ってメガソーマに攻撃するなど、仕事に真摯である一方、戦果のあるサイキを目の敵にしたり、サイキを陥れるミハイルに協力したりと、狡猾な部分も多々見られる。ハウンド襲撃事件においては、容疑者となったユニット・ヴァイパーを捕縛すべく奔走していたが、ジルからダイバ・ブロードキャストの制圧を依頼された際は、この先頭に立っている。登場直後に戦死したユニット・マンバのブレードマンを除けば最初に登場したブレードマンであり、新社長に就任したハルキを除けば最後に登場したブレードマンである。

### その他の登場キャラクター
マイカ
声 - 小島幸子
サクラコのルームメイト。職業は水商売。快活な性格であるが、殺害現場におびえハルキにしがみつくなど、アルコン支社社員のルームメイトとはいえ、れっきとした民間人である。その一方でブレードマンへの偏見は少なく、サイキ・ハルキと食事を共にしたり、ノーマを匿ったりもした。仕事の際にはカツラを被っているようである。
アゲハ
声 - 秋山奈々
かつて軍のセキュリティを破った凄腕のハッカー。まだ年端も行かない少女である。食料支援活動を行っていたウラに拾われ、ハウンドのメンバーとして活動していた。しかしハルキの死に疑問を持ち、ユニットバイパーとサクラコ、ジミーを廃倉庫へ導き、彼らの潔白を証明する映像を提示した。ノーマとは母娘のような関係を築いていたが、軍の襲撃から脱出する為にノーマが自ら犠牲となってからは塞ぎこんでしまう。ハルキを笑ったウラに憤慨し、サイキとウラの２戦目に際しては、ハッキングによってバグメックを操作し、ウラを追い込んだ。事件のあとサクラコと住むようになり、生来の明るさを取り戻していった。
ギレス
以前はガリブの軍隊時代の元部下。現在は裏稼業の顔役。軍隊の任務中に重傷を負って手首を失い、その原因がガリブだと恨んでいた。が、実は当人自身、実はガリブは死の危機にある自分を救おうとしていたのだと知っており、のちに窮地に陥ったユニット・ヴァイパーに献身的な協力を行ったが、嗅ぎ付けた軍のヘリによって射殺された。根は誠実な人物のようである。
ドク
声 - 有本欽隆
フォート・ダイバシティにて、隠れて医業を営む人物。医師免許は失効しているらしい。かつて瀕死のサイキを治療し、罪悪感から死を望む彼に「殺した分、守れ」と諭した。サイキとは古い付き合いと言うわけではないが、上記のように彼の容疑を疑わず、サイキのかつての愛機を預かり、「昔のお前なら」と述懐するなど、それなりに親しい間柄であるようだ。マリー誘拐の身代金受け渡しで負傷したノーマを治療し、ウラとの戦闘で瀕死のサイキを再度救い、幕間においてはハルキを救った可能性が示唆されるなど、本作に深く関わっている人物である。
ウツギ
声 - 矢尾一樹
フォート・ダイバシティへ見学に来たマリーを誘拐した人物。海外企業の進出を快く思っておらず、マリーの誘拐も身代金よりはノーマへの脅しの方が大きかった。後にテレジア監査官、ウラと姦計し、ハルキを殺害、ハウンド襲撃事件において逃亡するユニット・ヴァイパーが逃げ延びた廃工場に潜入し、彼らを追い詰めた。しかし軍部のヘリが撃った機関砲に動揺し、そのスキを突いたノーマに銃弾を打ち込むも、頚動脈を切断され死亡した。その風貌はチンピラの様でもあるが、詳しい素性は明かされないままであった。
ウラ・チアキ
声 - 櫻井孝宏
フォート・ダイバ・シティの地下組織「ハウンド」のリーダーで、左右で瞳の色が異なるオッドアイ(右目が青。左目が黃となっている)の特徴持ちの青年。ハルキが心酔するなど高いカリスマ性を持っているが、実はテレジア監査官とつながっており、バグメックを操ってダイバ・シティを恐怖政治に陥れようと画策していた。本作終盤において、専用のマニューバ・ブレードを駆ってサイキ達の前に最強の敵として立ちはだかり、単機となったサイキを一度撃破する。２度目も中破に追い込むものの、アゲハのハッキングとプロトタイプの不安定さにより戦闘の続行が不可能となる。それでもダイバ・ブロードキャストを軍が制圧したため、ユニット・バイパーの作戦が失敗したとサイキを笑った。しかし実際はダイバ・ブロードキャストはアルコンによって警護されて軍が入れない状況に陥った上に、ジミーによって本物のディスクが届けられたことでウラ達がハウンド虐殺をでっちあげた映像がダイバ・シティ中に流れて動揺する。銃を撃てなくなったと聞いていたはずのサイキによって撃たれ、「ハルキを笑った」と言う理由だけで殺される理不尽を泣きながら死亡した。

## バグメック
前大戦において使用されていた無人兵器。大戦終了後に放棄されていたが、突如として再起動・シティ住民を襲撃した。

メガソーマ
大型のバグメック。第１話から登場。高い防御性能を持ち、数人がかりでようやく倒せるほど。サイキが一人で撃破した際には、ユニット・ヴァイパーのメンバーが唖然とした。
アクロマンティス
中型のバグメック。名前の通り、カマキリのように腕部に大型の鎌を持つフォルムが特徴。他の中型に比べると単機での戦闘が多く、カルビアを従えていることも多々ある。
リサビウス
中型のバグメック。四角い箱から頭と手が生えてきたようなフォルムを持つ。大きさ的にはマニューバ・ブレイドより小さく、耐久性も低いが、多くの数で列を成して、さしずめムカデのように襲い掛かる。
ゲリス
中型のバグメック。蜘蛛のような形が特徴的。アクロマンティスに比べ小さい上に足を巧みに動かすことで狭い場所でも自在に動けるため、細いパイプラインでも通常の戦闘を行える。また、第２話では群れを成して動いている描写も見られた。
カルビア
メガソーマから射出される、小型のバグメック。敵に張り付いて爆発する。戦闘能力はないに等しいため、ノーマが小遣い稼ぎに大量に破壊している描写が良くみられる。

## スタッフ
- 原作 - 荒牧伸志、ソニー・ピクチャーズ エンタテインメント
- 総監督 - 荒牧伸志
- 監督 - 神戸洋行
- シリーズ構成 - 赤星政尚
- 設定・考証 - 谷崎あきら
- キャラクターデザイン - 神戸洋行、サトウミチオ
- 総作画監督 - サトウミチオ
- マニューバブレードデザイン - 荒牧伸志
- バグメックデザイン - 大久保淳二
- プロップデザイン - 渡辺浩二、小川浩
- モニターグラフィックス - HIBIKI
- 美術監督 - 前田実
- 色彩設計 - 大内綾
- コンポジットディレクター（撮影監督） - 加藤友宜
- 音響監督 - なかのとおる
- 音楽 - 高橋哲也、大西省吾、堀向直之、リンカ
- プロデューサー - 植木英則、三浦亨
- アニメーションプロデューサー - 海老沼泰弘、渡辺欽哉
- CGIアニメプロデューサー - 伊勢田誠治
- アニメーション制作 - A.I.Cスピリッツ、デジタル・フロンティア
- CGIアニメーション制作 - さるちん
- 製作 - ソニー・ピクチャーズ エンタテインメント

## 主題歌

### オープニングテーマ
「R.O.C.K」
作詞・作曲 - Nakamura Koji / 歌 - iLL

### エンディングテーマ
「AINOOTO（愛の音〜English ver.〜）」
作詞 - YUKA / 作曲・編曲 - K.MASAKI / 歌 - moumoon

## 各話リスト
| 話数       | サブタイトル         | 脚本       | 絵コンテ            | 演出              | 作画監督                                |
| ---------- | -------------------- | ---------- | ------------------- | ----------------- | --------------------------------------- |
| episode 1  | 独眼 -cyclops-       | 赤星政尚   | 神戸洋行            | 神戸洋行          | サトウミチオ                            |
| episode 2  | 新兵 -unknown-       | 赤星政尚   | 東海林真一 神戸洋行 | 仁昌寺義人        | 岡崎洋美                                |
| episode 3  | 銃声 -shot-          | 赤星政尚   | 滝川和男            | 竹下健一          | 滝川和男 渡辺浩二                       |
| episode 4  | 魔女 -sorceress-     | 太田愛     | 堀井伸雄            | 堀井伸雄          | 都竹隆治                                |
| episode 5  | 死神 -grim reaper-   | 長谷川圭一 | 荒牧伸志            | 山崎茂            | 重松しんいち 都竹隆治                   |
| episode 6  | 木偶 -golem-         | 谷崎あきら | 吉田英俊            | 水本葉月 阿部雅司 | 矢向宏志 渡辺浩二                       |
| episode 7  | 騒乱 -riot-          | 太田愛     | 川島宏              | 岩永彰            | 山田裕子                                |
| episode 8  | 楽園 -eden-          | 長谷川圭一 | 浅井義之            | 廣川集一          | 高乗陽子                                |
| episode 9  | 謀略 -intrigue-      | 谷崎あきら | 越智博之            | 仁昌寺義人        | 越智博之                                |
| episode 10 | 反撃 -counterattack- | 太田愛     | 中山岳洋            | 山崎茂            | 重松しんいち、都竹隆治 氏家嘉宏、斉藤格 |
| episode 11 | 真実 -truth-         | 長谷川圭一 | 林宏樹              | 阿部雅司          | 矢向宏志                                |
| episode 12 | 睛眼 -blindness-     | -          | 神戸洋行            | 神戸洋行          | サトウミチオ                            |

## 放送局
| 放送地域 | 放送局       | 放送期間                | 放送日時           | 放送区分       | 備考         |
| -------- | ------------ | ----------------------- | ------------------ | -------------- | ------------ |
| 日本全域 | アニマックス | 2009年1月6日 - 3月24日  | 火曜 22:00 - 22:30 | CS放送         |              |
| 日本全域 | BS11         | 2009年1月10日 - 3月28日 | 土曜 23:30 - 24:00 | BSデジタル放送 | 『ANIME+』枠 |

放送終了後もアニマックスにて何度か再放送されている。